# الدوري الإنجليزي لكرة القدم 1992–93
الدوري الإنجليزي لكرة القدم 1992–93 (بالإنجليزية: 1992–93 Football League)‏ هو موسم من دوري كرة القدم الإنجليزي. فاز فيه نيوكاسل يونايتد.